# Elżbieta Tyrolska
Elżbieta Tyrolska (ur. ok. 1262, zm. 28 października 1313 w Königsfelden) – królowa Niemiec, córka hrabiego Tyrolu Meinharda II i Elżbiety Wittelsbach, córki księcia Bawarii Ottona II. Jej bratem był Henryk Karyncki.
20 grudnia 1274 r. w Wiedniu poślubiła Albrechta Habsburga (lipiec 1255–1 maja 1308), syna króla Niemiec Rudolfa I i Gertrudy, córki hrabiego Burcharda V von Hohenberg. Albrecht i Elżbieta mieli razem siedmiu synów i pięć córek:
- Anna (przed 1280–19 marca 1327 we Wrocławiu), żona margrabiego Brandenburskiego Hermana i księcia wrocławskiego Henryka VI Dobrego
- Agnieszka (1280–11 czerwca 1364 w Königsfelden), żona króla Węgier Andrzeja III
- Rudolf (1282–3/4 lipca 1307), książę Austrii i król Czech
- Elżbieta (ok. 1293–19 maja 1352), żona księcia Lotaryngii Fryderyka IV Wojownika
- Fryderyk III Piękny (1289–13 stycznia 1330), książę Austrii, antykról niemiecki
- Leopold I (4 sierpnia 1290–28 lutego 1326), książę Austrii
- Katarzyna (październik 1295–18 stycznia 1323 w Neapolu), żona Karola Andegaweńskiego, księcia Kalabrii
- Albrecht II Kulawy (12 grudnia 1298–16 sierpnia 1358), książę Austrii
- Henryk Łaskawy (12 grudnia 1298–3 lutego 1327 w Bruck an der Mur)
- Meinhard (ur. 1300), zmarł młodo
- Otto Wesoły (23 lipca 1301–17 lutego 1339), książę Austrii
- Jutta (1302–1329), żona hrabiego Ludwika VI von Öttingen

W 1282 r. jej mąż został współwładcą Austrii. Udało mu się umocnić panowanie dynastii Habsburgów w tym kraju, także dzięki pomocy ojca Elżbiety, który został w 1286 r. nagrodzony tytułem księcia Karyntii. W 1298 r. Elżbieta została królową Niemiec. Jej mąż został zamordowany w 1308 r. Elżbieta zmarła pięć lat później. Została pochowana w Königsfelden.